# Betty Lise
Betty Lise (née le 5 septembre 1972 à Fort-de-France) est une athlète française spécialiste du triple saut.

## Carrière sportive
En 1994, elle devient Championne de France du triple saut en établissant un nouveau record national avec 13,92 m. Éliminée en qualifications des Championnats d'Europe 1994 et des Championnats du monde 1995, elle remporte un nouveau titre national en 1997. Lors du concours des qualifications des Championnats du monde d'Athènes, elle améliore son propre record de France avec 14,50 m. Elle se classe huitième de la finale.
En 1998, Betty Lise prend la sixième place des Championnats d'Europe en salle de Valence, signant avec 14,26 m la meilleure performance de sa carrière lors d'une compétition indoor.
Licenciée à ses débuts au CC Fort-de-France, elle rejoint en 1994 le club de l'AC Paris-Joinville. Elle compte 20 sélections en équipe de France A.

## Divers
En 2010, elle participe à l'émission Koh-Lanta : Le Choc des héros, d'où elle est éliminée la première, dès le premier épisode diffusé le vendredi 26 mars sur TF1.